# Падалино, Паскуале
Паскуале Падалино (итал. Pasquale Padalino; род. 26 июля 1972, Фоджа, Апулия) — итальянский футболист, центральный защитник, более всего известный по выступлениям за «Фиорентину»; тренер.

## Карьера игрока
Родился 26 июля 1972 года в Фодже, с футболом познакомился в академии одноимённого местного клуба. В главной команде дебютировал в 1988 году и отыграл в клубе до 1992 года, проведя за это время 62 матча и забив 1 гол.
Затем перешёл в «Болонью», где выступал в течение 1992—1993 годов, проведя 18 встреч и не сумев отличиться результативными действиями. В 1993—1994 годах провёл 30 матчей в составе «Лечче», забив 3 мяча.
После этого Паскуале ненадолго вернулся в коллектив, открывший ему путь в большой футбол и отыграл за него 28 матчей, результативность при этом не проявил.
В 1995—2000 годах игрок перешёл в «Фиорентину». За период игры в стане «фиалок» Падалино провёл 107 матчей, забил 8 голов и стал обладателем Кубка и Суперкубка Италии.
Затем он на короткое время вернулся в «Болонью», сыграл 15 игр, голов не забивал. Подобные результаты привлекли внимание миланского «Интера», заключившего с игроком арендное соглашение. Однако за это время спортсмен так и не сыграл за «нерадзурри» ни одного матча.
В 2002—2004 годах футболист провёл 15 матчей за «Комо», после чего объявил о завершении карьеры.

### Карьера в сборной
Свою единственную игру в составе национальной команды Италии Падалино провёл в 1996 году, это был товарищеский матч со сборной Боснии и Герцеговины.

## Тренерская карьера
С 2005 по 2006 год работал в игравшей тогда в Серии B «Вероне» ассистентом известного наставника Джан Пьеро Вентуры. С 2007 года трудился тренером в «Пизе», также выступавшей во второй лиге. В 2009 году Паскуале начал самостоятельную тренерскую деятельность в «Ночерине», в тот период команда играла в одном из любительских региональных дивизионов.
7 августа 2012 года Падалино был официально назначен на должность главного тренера родной «Фоджи», игравшей в Серии D. Под его руководством команда сумела в 2014 году пробиться в Лигу Про. В ноябре того же года он возглавил «Гроссето», однако в январе 2015 года был уволен перед окончанием сезона.
5 октября 2015 года был объявлен тренером команды «Матера», выступавшей в Лиге Про. 14 июня 2016 года принял руководство клубом «Лечче», откуда был уволен в 2017 году. 18 декабря 2018 года вторично возглавил «Фоджу», игравшую во втором по силе дивизионе. С 13 августа 2020 по 30 июня 2021 года — наставник команды Серии C «Юве Стабия».